# Уракаєво (Янаульський район)
Урака́єво (рос. Уракаево, башк. Ураҡай) — присілок у складі Янаульського району Башкортостану, Росія. Входить до складу Байгузінської сільської ради.
Населення — 173 особи (2010; 191 у 2002).
Національний склад:
- башкири — 66 %